# Hayden Panettiere

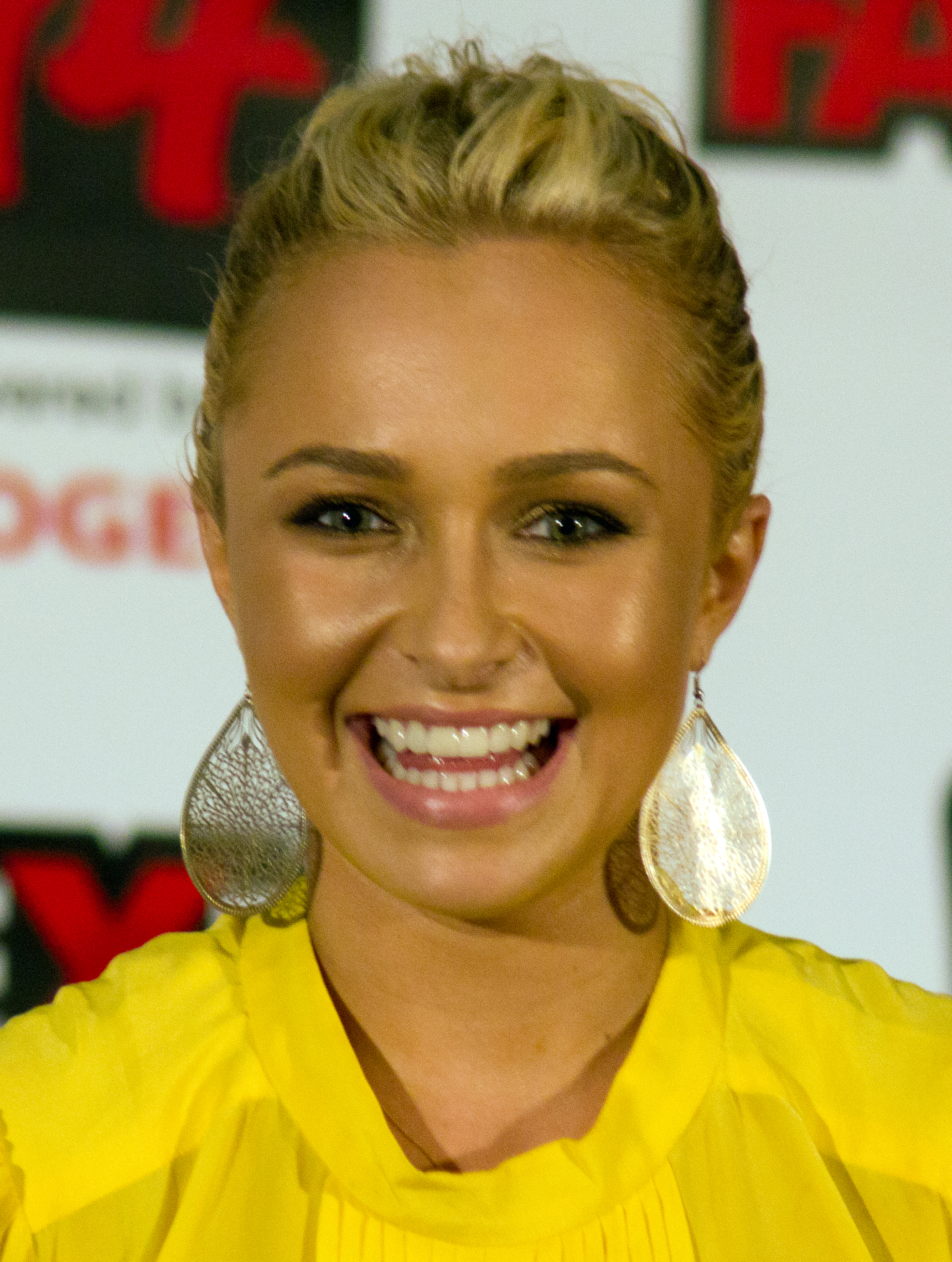
Hayden Panettiere în 2011

Hayden Lesley Panettiere (n. 21 august 1989) este o cântăreață și actriță americană. Primul ei rol a fost Sheryl Yoast în filmul „Disney's Remember the Titans” (2000). A mai jucat roluri ca Sarah Roberts în „One life to live” (O viață de trăit) 1994-1997 sau Lizzie Spaulding în „Guilding Light” (1996-2000). Adevăratul ei succes a venit cu rolul Claire Bennet din serialul NBC „Heroes”.

## Copilăria
Panettiere s-a născut și a crescut în Palisades, comitatul Rockland, New York. Are un frate mai mic: Jansen Panettiere. A absolvit mai multe școli, inclusiv școala de actorie.

## Cariera

### Actorie
Hayden a început modelingul la vârsta de 4 luni. A început să apară în reclame la 11 luni. A avut un rol ca Sarah Roberts în filmul "One Life To Live" și mai târziu ca Lizzie Spaulding în „Guilding Light” (1997-2000).
Hayden apare în rolul Claire Bennet din serialul NBC „Heroes”, o majoretă care are puterea de a se regenera. Datorită filmului, a primit mai multe oferte de a juca în filme Science-Fiction.
A mai apărut și ca vocea lui Dot in „A Bug's Life”. A apărut în mai multe filme Disney ca „Remember The Titans” (2000). A avut o apariție și în Ally Mcbeal, ca fiica lui Ally Mcbeal precum și în alte câteva filme.

### Muzică
Hayden a fost nominalizată la Premiul Grammy în 1999 pentru rolul din „A bug's life read along”. A înregistrat un cântec numit „My hero is you” ( Eroul meu ești tu). A mai înregistrat un cântec numit „I fly”( Eu zbor) pentru filmul Disney „Ice princess” (Prințesa de gheață), în care a și jucat. A înregistrat un cântec pentru compilația Girlnext și un altul pentru Girlnext2 . A mai înregistrat un cântec „Try” (Încearcă) pentru filmul „Bridge to Terabithia” și o baladă numită „I still believe” (Încă cred) pentru filmul „Cenușăreasa 3-Un salt în timp”.
Primul ei single „Wake up call” a fost prezentat oficial pe 5 august 2008.

### Alte apariții
La sfârșitul anului 2006, Neutrogena a făcut-o pe Panettiere imaginea Neutrogena. 
În februarie 2009 a devenit ambasadorul firmei Candies.

## Viața personală
Hayden s-a întâlnit cu actorul din „Heroes" Milo Ventimiglia din anul 2007 până în anul 2008.

## Activități
Ea s-a implicat în campania de salvare a delfinilor din care face parte acum.

## Filmografie

### Film
| An   | Titlu                           | Rol                    | Note                                                         |
| ---- | ------------------------------- | ---------------------- | ------------------------------------------------------------ |
| 1998 | The Object of My Affection      | Mermaid                |                                                              |
| 1998 | A Bug's Life                    | Princess Dot           | Voce                                                         |
| 1999 | Message in a Bottle             | Girl on sinking boat   |                                                              |
| 2000 | Dinosaur                        | Suri                   | Voice role                                                   |
| 2000 | Remember the Titans             | Sheryl Yoast           |                                                              |
| 2001 | Joe Somebody                    | Natalie Scheffer       |                                                              |
| 2001 | The Affair of the Necklace      | Young Jeanne           |                                                              |
| 2004 | The Dust Factory                | Melanie Lewis          |                                                              |
| 2004 | Raising Helen                   | Audrey Davis           |                                                              |
| 2005 | Racing Stripes                  | Channing Walsh         |                                                              |
| 2005 | Ice Princess                    | Gennifer "Gen" Harwood |                                                              |
| 2006 | Bring It On: All or Nothing     | Britney Allen          |                                                              |
| 2006 | The Architect                   | Christina Waters       |                                                              |
| 2006 | Mr. Gibb                        | Allyson "Ally" Palmer  | Released on DVD as The Good Student                          |
| 2007 | Shanghai Kiss                   | Adelaide Bourbon       |                                                              |
| 2007 | Diary of a New Girl             | Hannah Rochelle        | Voice role                                                   |
| 2008 | Fireflies in the Garden         | Young Jane Lawrence    |                                                              |
| 2008 | Scooby-Doo! and the Goblin King | Fairy Princess Willow  | Voice role                                                   |
| 2009 | I Love You, Beth Cooper         | Beth Cooper            |                                                              |
| 2009 | The Cove                        | Herself                |                                                              |
| 2010 | Alpha and Omega                 | Kate                   | Voice role                                                   |
| 2011 | Scream 4                        | Kirby Reed             |                                                              |
| 2011 | Hoodwinked Too! Hood vs. Evil   | Red Puckett            | Voice role; replacing Anne Hathaway                          |
| 2011 | The Forger                      | Amber Felter           | Originally titled Carmel-by-the-Sea                          |
| 2016 | Custody                         | Ally Fisher            |                                                              |
| 2022 | Scream                          | Kirby Reed / Partygoer | Photograph and voice cameo; credited with a "special thanks" |